# 앨리스 디제이
앨리스 디제이(Alice DeeJay)은 네덜란드의 유로댄스 프로젝트 밴드이다. 1999년 싱글 "Better Off Alone"으로 가장 잘 알려져 있으며, 이는 전 세계적으로 100만 개 이상의 앨범과 500만 개 이상의 싱글을 판매하며 전 세계적으로 성공을 거두었다.